# Motorrad-Straßenmeisterschaft der DDR
Die Motorrad-Straßenmeisterschaft der DDR wurde von 1950 bis 1990 ausgetragen.

## Geschichte

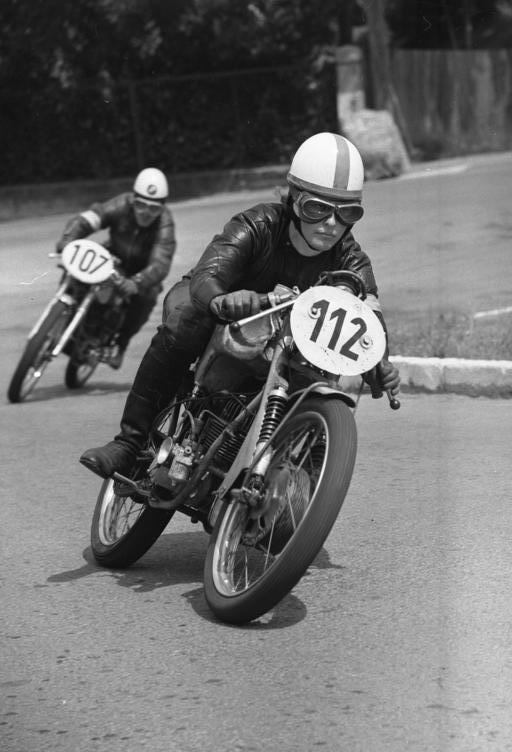
Helga Steudel bei einem Rennen auf dem Schleizer Dreieck im Jahr 1963 auf einer MZ RE 125

Die Meisterschaft bestand stets aus mehreren Rennen, bei denen Punkte vergeben wurden. Der Fahrer mit den meisten erzielten Punkten innerhalb einer Saison wurde DDR-Meister. Austragungsorte und -veranstaltungen waren unter anderem das Sachsenringrennen auf dem Sachsenring, das Schleizer Dreieckrennen auf dem Schleizer Dreieck, das Frohburger Dreieckrennen auf dem Frohburger Dreieck, das Leipziger Stadtparkrennen, die Halle-Saale-Schleife, die Autobahnspinne Dresden, die Bernauer Schleife oder die Rennstrecke Dessau.
Die erste Meisterschaft wurde 1950 veranstaltet. Vorher wurde, obwohl Deutschland bereits geteilt war, eine gesamtdeutsche Meisterschaft ausgetragen. Im Jahr 1950 fanden die Läufe zur DDR- und zur westdeutschen Meisterschaft gemeinsam statt. Der letzte gesamtdeutsche Meisterschaftslauf 1950 auf dem Sachsenring wurde von ca. 400.000 Zuschauern besucht. Ab 1951 gab es nur noch getrennte Meisterschaftsläufe.
In den frühen Jahren nach dem Zweiten Weltkrieg dominierten bereits vor dem Krieg aktiv gewesene Privatfahrer auf geretteten oder aus Ersatzteilen zusammengebauten Vorkriegsmaschinen. Mit dem Wachsen der Motorradindustrie der DDR, vor allem bei IFA und später MZ in Zschopau sowie bei AWO und später Simson in Suhl, engagierten sich ab Mitte der 1950er-Jahre vermehrt auch die Werksmannschaften in der DDR-Motorradmeisterschaft. Die auch international in der Motorrad-Weltmeisterschaft erfolgreichen MZ-Werksfahrer wie Degner, Musiol, Fügner, Bischoff, Bartusch oder Rosner dominierten auf ihren Zweitaktern bis Anfang der 1970er-Jahre die Klassen bis 250 cm³.
Bereits ab Mitte der 1960er-Jahre hatten die MZ-Fahrer mehr und mehr Probleme, international mit dem technischen Fortschritt der italienischen und vor allem japanischen Konkurrenz mitzuhalten. Dies lag nicht am fehlenden Know-how der Ingenieure, sondern vielmehr am fehlenden Rohstoffen und damit verbundener geringer Materialgüte aufgrund von Devisenmangel. 1974 zog sich MZ aus dem werksunterstützten Straßenrennsport zurück. Ab Mitte der 1970er-Jahre bis zur Wende war die DDR-Meisterschaft durch engagierte Privatfahrer mit käuflichen Rennmaschinen oder Eigenbau-Motorrädern geprägt. 1990 wurde sie zum letzten Mal ausgetragen. Die gesamtdeutsche Deutsche Motorrad-Straßenmeisterschaft trat an ihre Stelle und trägt seitdem Läufe beispielsweise auf dem Sachsenring oder dem Schleizer Dreieck aus.

## Siegerlisten

### Solo-Motorräder
| Jahr | 50 cm³                    | 80 cm³                   | 125 cm³                           | 250 cm³ Einzylinder           | 250 cm³                        | 350 cm³                        | 500 cm³                      |
| ---- | ------------------------- | ------------------------ | --------------------------------- | ----------------------------- | ------------------------------ | ------------------------------ | ---------------------------- |
| 1950 |                           |                          | Erhart Krumpholz (IFA)            |                               | Gerhard Hofmann (DKW)          | Erich Wünsche (Velocette)      | Erich Wünsche (Norton)       |
| 1951 |                           |                          | Jochen Seidel (Puch-JSB-Eigenbau) |                               | Gerhard Hofmann (DKW)          | Werner Michael (Norton)        | Gerhard Mette (BMW)          |
| 1952 |                           |                          | Erhart Krumpholz (IFA)            |                               | Karl-Heinz Kirchner (NSU)      | Walter Knoch (A.J.S.-Eigenbau) | Gerhard Mette (BMW)          |
| 1953 |                           |                          | Bernhard Petruschke (IFA)         |                               | Rudi Juhrisch (AWO)            | Walter Knoch (A.J.S.-Eigenbau) | Gottfried Pohlan (BMW)       |
| 1954 |                           |                          | Bernhard Petruschke (IFA)         |                               | Hans-Joachim Scheel (AWO)      | Walter Knoch (A.J.S.-Eigenbau) | Kurt Maul (Norton)           |
| 1955 |                           |                          | Horst Fügner (IFA)                |                               | Hans-Joachim Scheel (AWO)      | Walter Knoch (Horex)           | Hans-Joachim Scheel (Norton) |
| 1956 |                           |                          | Horst Fügner (IFA)                |                               | Karl-Heinz Kirchner (NSU)      | Walter Knoch (Horex)           | Kurt Maul (Norton)           |
| 1957 |                           |                          | Ernst Degner (MZ)                 |                               | Helmut Weber (Simson)          |                                |                              |
| 1958 |                           |                          | Horst Fügner (MZ)                 |                               | Hans Weinert (Simson)          |                                |                              |
| 1959 |                           |                          | Werner Musiol (MZ)                |                               | Werner Musiol (MZ)             |                                |                              |
| 1960 |                           |                          | Hartmut Bischoff (MZ)             |                               | Werner Musiol (MZ)             |                                |                              |
| 1961 |                           |                          | Walter Brehme (MZ)                |                               | Werner Musiol (MZ)             |                                |                              |
| 1962 |                           |                          | Klaus Enderlein (MZ)              |                               | nicht ausgetragen              |                                |                              |
| 1963 |                           |                          | Dieter Krumpholz (MZ)             |                               | Gottfried Aehlig (NSU)         |                                |                              |
| 1964 |                           |                          | Friedhelm Kohlar (MZ)             |                               | Wolfgang Gast (MZ-Eigenbau)    |                                |                              |
| 1965 |                           |                          | Joachim Leitert (MZ)              |                               | Hartmut Bischoff (MZ-Eigenbau) |                                |                              |
| 1966 |                           |                          | Hartmut Bischoff (MZ)             |                               | Hartmut Bischoff (MZ-Eigenbau) |                                |                              |
| 1967 |                           |                          | Thomas Heuschkel (MZ)             |                               | Eberhard Hellwig (MZ-Eigenbau) |                                |                              |
| 1968 |                           |                          | Günter Bartusch (MZ)              |                               | Heinz Rosner (MZ)              |                                |                              |
| 1969 |                           |                          | Jürgen Lenk (MZ)                  |                               | Heinz Rosner (MZ)              |                                |                              |
| 1970 |                           |                          | Hartmut Bischoff (MZ-Eigenbau)    |                               | Eberhard Mahler (MZ)           |                                |                              |
| 1971 |                           |                          | Hartmut Bischoff (MZ-Eigenbau)    |                               | Bernd Tüngethal (MZ-Eigenbau)  |                                |                              |
| 1972 |                           |                          | Hartmut Bischoff (MZ-Eigenbau)    |                               | Bernd Tüngethal (MZ)           |                                |                              |
| 1973 |                           |                          | Jürgen Lenk (MZ)                  |                               | Bernd Tüngethal (MZ)           |                                |                              |
| 1974 | Günther Hilbig (Kreidler) |                          | Jürgen Lenk (MZ)                  |                               | Jürgen Lenk (MZ)               |                                |                              |
| 1975 | Gernot Weser (Kreidler)   |                          | Wolfgang Rösch (MZ)               |                               | Rainer Richter (MZ)            |                                |                              |
| 1976 | Gernot Weser (Kreidler)   |                          | Roland Rentzsch (MZ)              |                               | Eberhard Hellwig (MZ)          |                                |                              |
| 1977 | Gernot Weser (Kreidler)   |                          | Frank Wendler (MZ)                |                               | Rainer Richter (MZ)            |                                |                              |
| 1978 | Gernot Weser (Kreidler)   |                          | Frank Wendler (MZ)                |                               | Bernd Dörffeldt (MZ)           |                                |                              |
| 1979 | Gernot Weser (Kreidler)   |                          | Bernd Köhler (MZ)                 |                               | Bernd Dörffeldt (MZ)           |                                |                              |
| 1980 | Gernot Weser (Eigenbau)   |                          | Ehrenfried Poppitz (MZ)           |                               | Frank Wendler (MZ)             |                                |                              |
| 1981 | Gernot Weser (Eigenbau)   |                          | Frank Henning (MZ-Eigenbau)       | Andreas Brandt (Eigenbau)     | Frank Wendler (MZ)             |                                |                              |
| 1982 | Gernot Weser (Eigenbau)   |                          | Roland Rentzsch (Eigenbau)        | Lutz Brandenburger (MZ)       | Bernd Dörffeldt (MZ)           |                                |                              |
| 1983 | Harald Kötting (Eigenbau) |                          | Peter Junghans (Eigenbau)         | Andreas Brandt (Eigenbau)     | Thomas Wittig (Eigenbau)       |                                |                              |
| 1984 | Heiner Schulz (Eigenbau)  |                          | Frank Rien (Eigenbau)             | Joachim Holstein (HM)         | Uli Grobe (Eigenbau)           |                                |                              |
| 1985 | Maik Beelitz (Eigenbau)   |                          | Roland Rentzsch (Eigenbau)        | Günter Hösel (MZ)             | Stefan Tennstädt (Eigenbau)    |                                |                              |
| 1986 | Rainer Liebe (Eigenbau)   |                          | Roland Rentzsch (Eigenbau)        | Wolfgang Endler (MZ-Eigenbau) | Johannes Kehrer (Eigenbau)     |                                |                              |
| 1987 | Thomas Müller (Eigenbau)  |                          | Frank Rien (Eigenbau)             | Michael Freudenberg (MZ)      | Lothar Neukirchner (Eigenbau)  |                                |                              |
| 1988 | Thomas Müller (Eigenbau)  | Thomas Müller (Eigenbau) | Peter Junghans (Eigenbau)         | Michael Freudenberg (MZ)      | Lothar Neukirchner (Eigenbau)  |                                |                              |
| 1989 |                           | Rainer Czech (Czech)     | Frank Rien (MBA)                  | Michael Freudenberg (MZ)      | Lothar Neukirchner (Honda)     |                                |                              |
| 1990 |                           | Rainer Czech (Czech)     | Frank Rien (MBA)                  | Gerd Schiemak (ČZ)            | Robby Müller (Yamaha)          |                                | Johannes Kehrer (Eigenbau)   |

### Gespanne
| Jahr | 500 cm³                                | 750 cm³                      |
| ---- | -------------------------------------- | ---------------------------- |
| 1951 | Heinz Krause / Fritz Trinkhaus (BMW)   | Heinz Laue / Haase (BMW)     |
| 1952 | Fritz Bagge / Kurt Schönherr (Zündapp) | Hans Fräbel / Jacobi (BMW)   |
| 1953 | Rudolf Richter / Erwin Klim (BMW)      | Willy Krenkel / Perduß (BMW) |
| 1954 | Fritz Bagge / Kurt Schönherr (Norton)  |                              |
| 1955 | Fritz Bagge / Kurt Schönherr (Norton)  |                              |
| 1956 | Willy Krenkel (Norton)                 |                              |
| 1957 | Willy Krenkel (Norton)                 |                              |
| 1958 | Rudolf Richter / Erwin Klim (BMW)      |                              |